# Kontorhausviertel
Kontorhausviertel är ett kontorskvarter i Hamburgs stadsdel Altstadt som byggdes 1920-1930-talet efter amerikansk förebild. Husen ligger mellan gatorna Steinstrasse, Messberg, Klosterwall och Brandstwiete i centrala staden. Den centrala platsen bland kvarteren är Burchardplatz. 
Den 5 juli 2015 upptogs Kontorhausviertel tillsammans med Speicherstadt och Chilehaus i Unescos världsarvslista.

## Bildgalleri

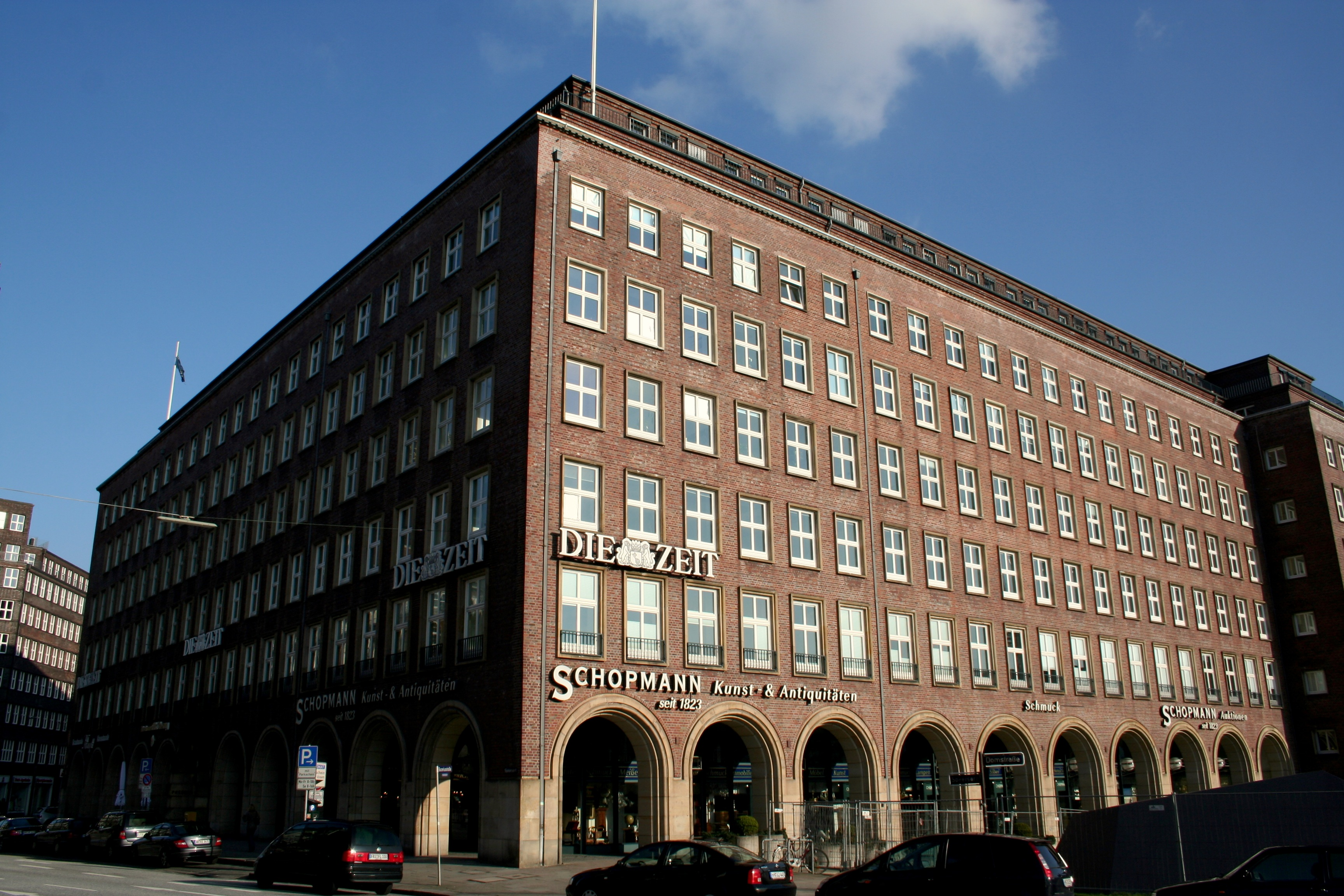
Helmut-Schmidt-Haus
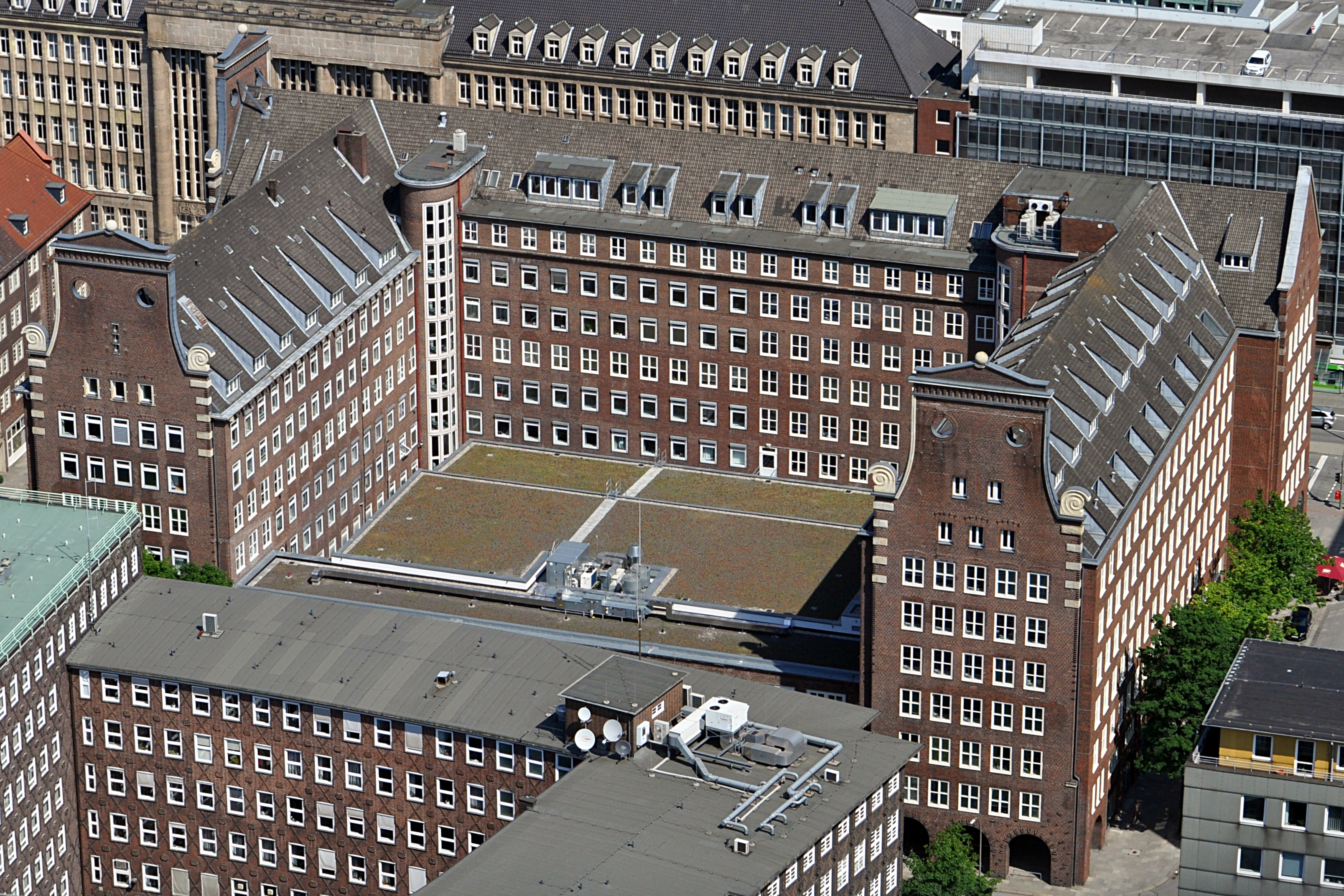
Bartholomayhaus
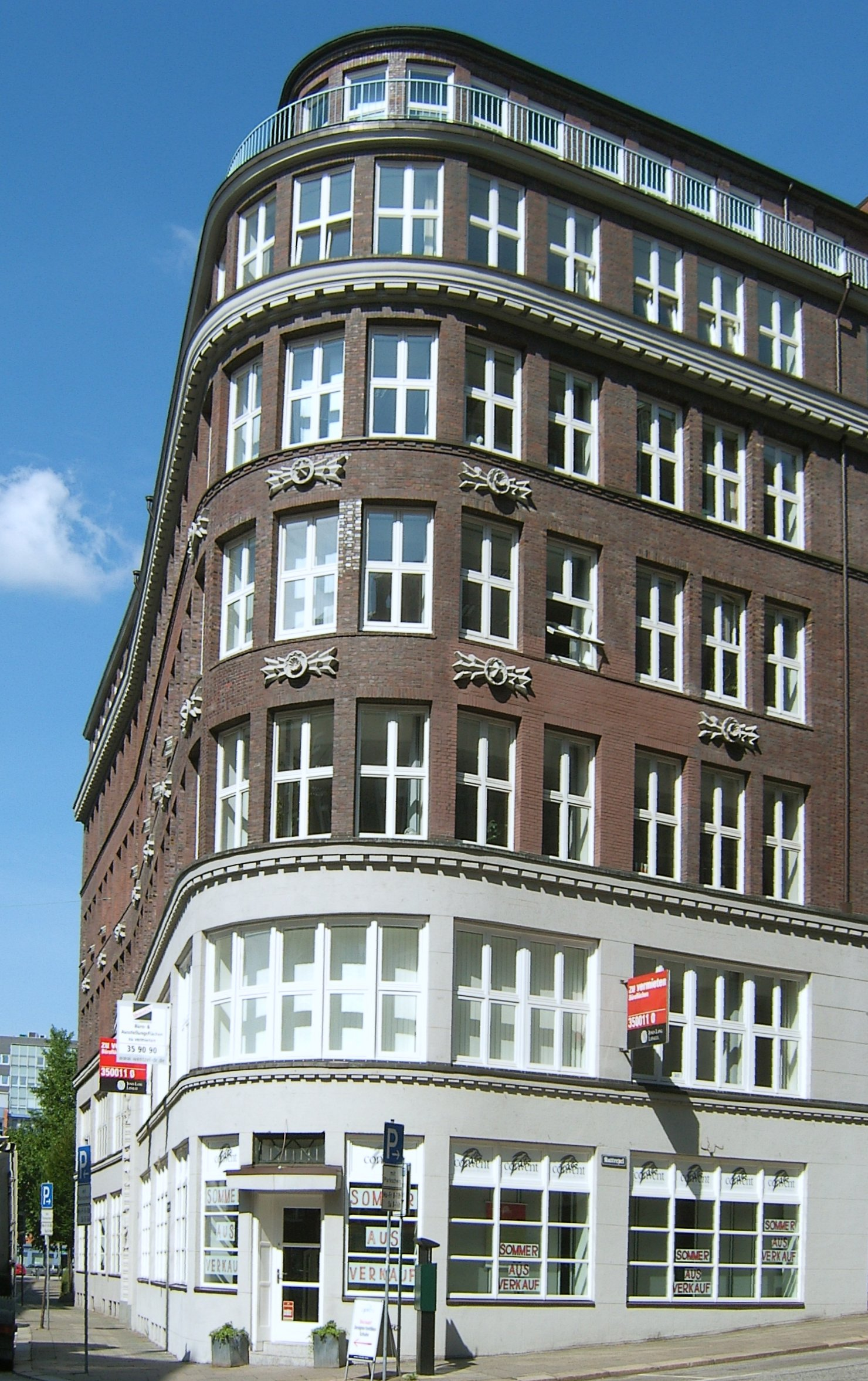
Miramarhaus
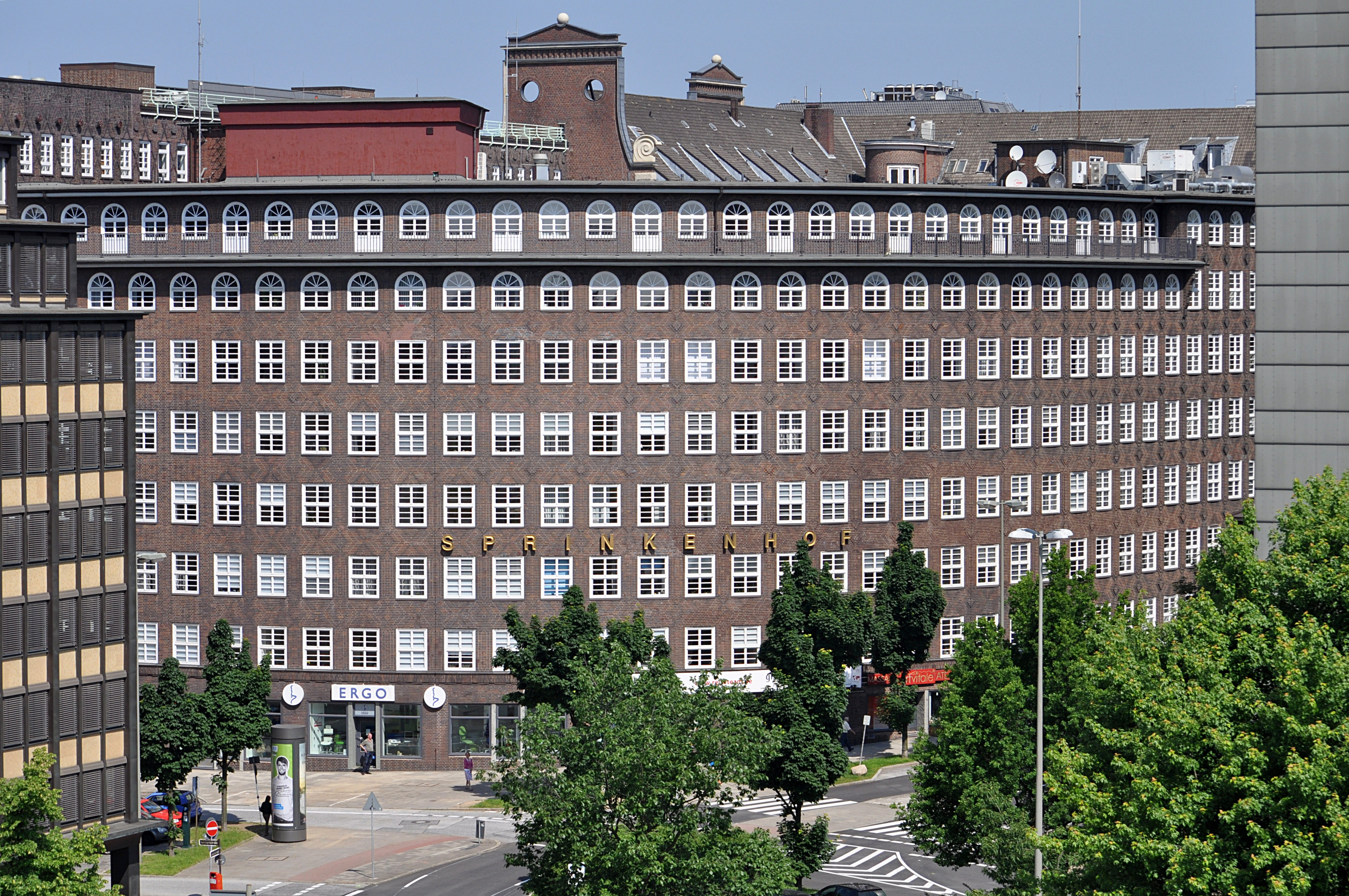
Sprinkenhof
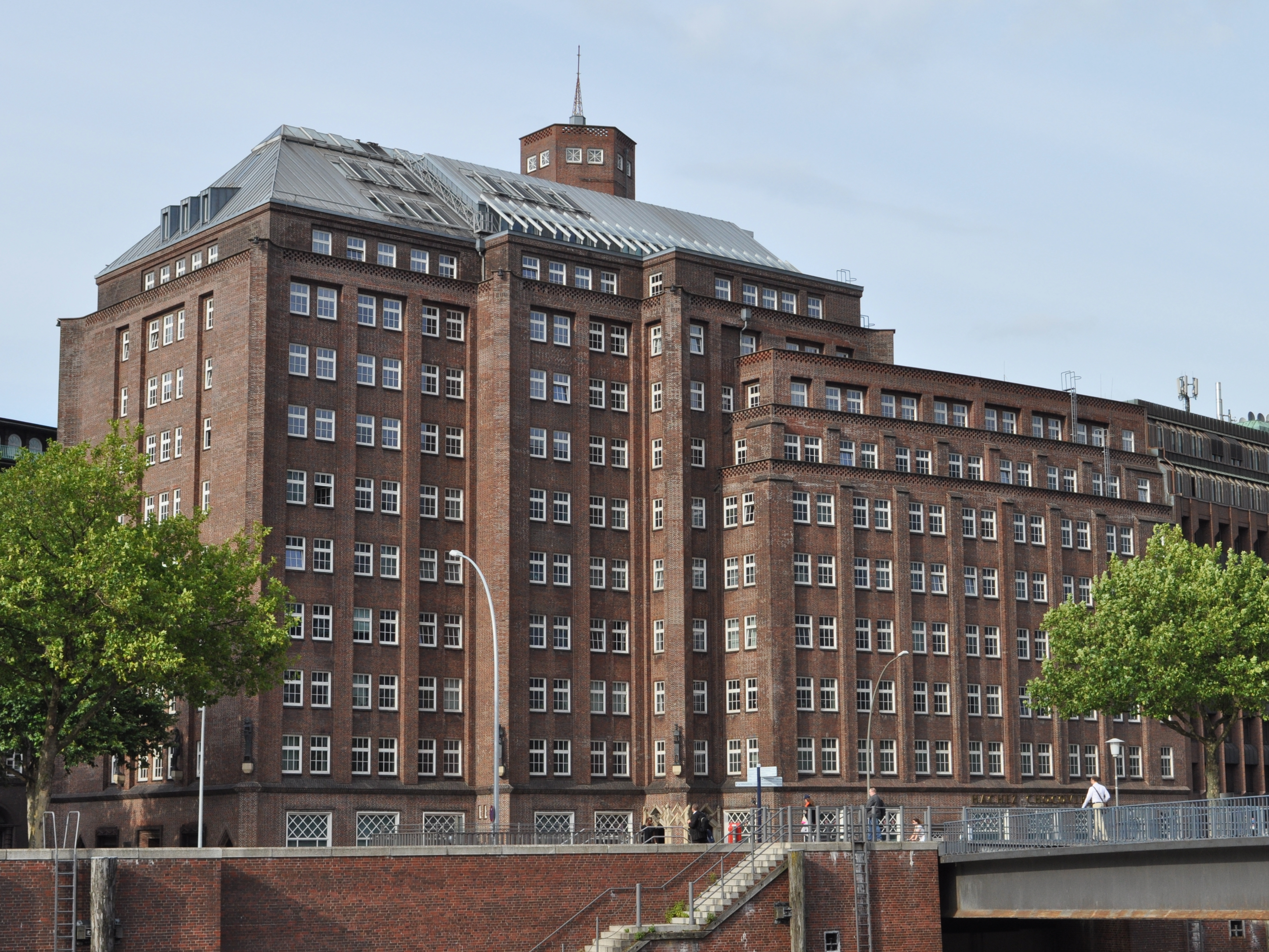
Messberghof
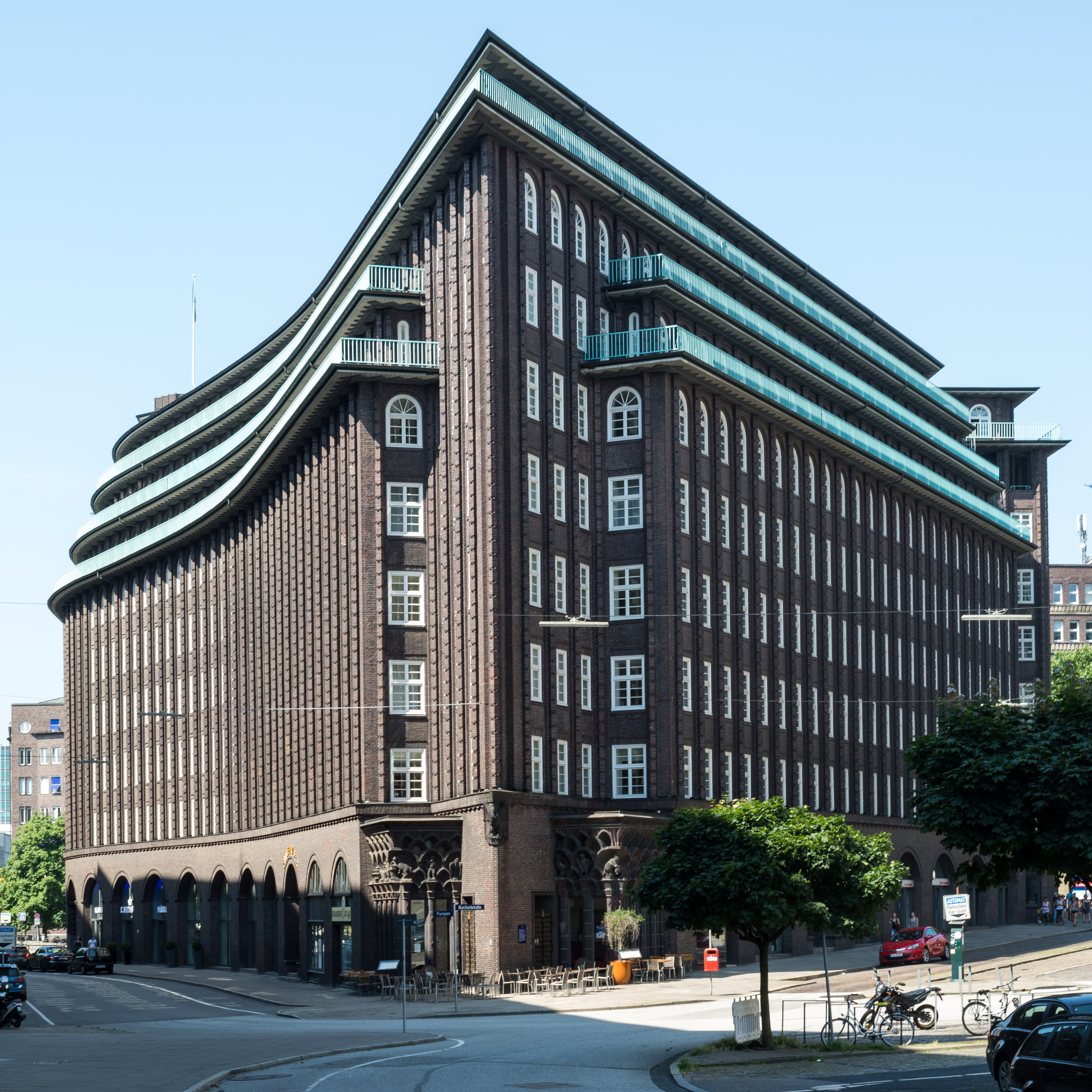
Chilehaus